# Ел Мамун
Абу Џафар ал-Мамун ибн Харун (المأمون; Багдад, 14. септембар 786 — Тарс, 9. август 833) био је абасидски халиф.
Владао је од 813. до своје смрти 833. године. Био је познат као покровитељ културног успона у муслиманском свету.
Ал-Мамунов отац Харун ал-Рашид, је царство, које се простирало од северне Африке до Инда, као и титулу халифа препустио сину ал-Амину. Мамуну, који је био старији, али имао персијску мајку, препустио је управљање Хорасаном.
Амин се већ од првих месеци свог калифата суочава са озбиљнијим проблемима које му намеће његов брат Мамун. Мамунова мајка је била иранског порекла, те су нетрпељивост у односима између два брата продубљивали и њихови саветници. Најзад, након дужих сукоба, Амин је погубљен и калифат је преузео његов брат Мамун.
Одмах по очевој смрти је избио кратки грађански рат из кога је Мамун изашао као победник. Легитимитет његове власти није био једноставан, те се Мамун стално морао борити против разних завера.‍:str. 146.

## Владање иКућа мудрости
Доба владавине Мамуна је у културном смислу значајно због његових напора да се прикупе текстови знаменитих грчких филозофа и научника. Мамун је установио својеврсни универзитет познат као "Кућа мудрости (Баит ал-Хикма) у Багдаду, а који је постао једно од средишта арапске учености. У њега је позвао бројне научнике разних вера, а који су се бавили преводима, коментарима античких текстова, медицином, математиком, астрономијом, алхемијом и семантиком. И сам Мамун је био добро образован и лично се занимао за научна питања.
Мамун је био велики љубитељ логичких и филозофских разматрања. Таква његова наклоност постала је још упечатљива када је прочитао арапске преводе славних старогрчких филозофских дела и преко њих се упознао са принципима дедуктивне методе поимања чињеница.
Ибн Недим у ал-Фихристу пише да је Мамун једне ноћи сањао Аристотела и да је покушао да од њега добије одговоре на нека своја филозофска и теолошка питања и недоумице. Аристотел му је у сну детаљно одговорио на сва питања и након тога абасидски калиф је одлучио да на арапски језик преведе све Аристотелове књиге, трактате, збирке и посланице. Недуго потом, он је послао високу делегацију у Византију и тражио да му се донесу сва Аристотелова дела, као и дела других истакнутих старогрчких мислилаца о разним рационалним и филозофским научним дисциплинама.‍:str.147.